# يوري (لاعب كرة قدم مواليد 1990)
يوري هو لاعب كرة قدم برازيلي في مركز الهجوم، ولد في 2 ديسمبر 1990 في ريسيفي في البرازيل. لعب مع نادي تنابي.